# Cristian Ansaldi
Cristian Daniel Ansaldi (* 20. září 1986, Rosario, Argentina) je bývalý argentinský fotbalový obránce.

## Klubová kariéra
Profesionální kariéru zahájil v klubu Newell's Old Boys v roce 2005. V lednu 2008 odešel do Ruska do Rubinu Kazaň, kde poté nasbíral řadu trofejí. V srpnu 2013 jej koupil Zenit Petrohrad. V létě 2014 odešel ze Zenitu na hostování do španělského klubu Atlético Madrid, vítěze Primera División ze sezóny 2013/14. Po návratu šel opět na hostování, tentokrát do italského FC Janov. Po sezóně ho FC Janov za 3,8 milionů € koupil.

## Reprezentační kariéra
V reprezentačním A-mužstvu Argentiny debutoval 14. 11. 2009 v přátelském utkání proti domácímu týmu Španělska (prohra Argentiny 1:2).